# Френні і Зуї
«Фре́нні і Зу́ї» (англ. Franny and Zooey) — повість американського письменника Джерома Девіда Селінджера (автора роману «Ловець у житі»), об'єднана оповіданнями «Френні» і «Зуї». Уперше опублікована 1961 року.
Входить до циклу оповідань про сім'ю Ґласс, родину вигаданих персонажів, які живуть у Нью-Йорку та з'являються у кількох повістях та оповіданнях Селінджера. Майже всі твори про сім'ю Ґласс були опубліковані спочатку в журналі «Ньюйоркер» («ньюйоркець»).
«Френні і Зуї» — один із небагатьох творів художньої літератури західних авторів, присвячених православній духовності.